# Guerreros FC
Der Guerreros FC ist ein mexikanischer Fußballverein aus Hermosillo, der Hauptstadt des Bundesstaates Sonora. Er wurde im Juni 2009 gegründet und gehört zu den 17 Gründungsmitgliedern der neu formierten Liga de Ascenso, die als neue zweite Spielklasse im mexikanischen Vereinsfußball die bisherige Primera División 'A' seit der Saison 2009/10 ersetzte.
In der Eröffnungssaison der Liga de Ascenso stellten die Guerreros gleich mehrere Negativrekorde auf. So waren sie mit nur neun Toren in den 16 Heimspielen die einzige Mannschaft, die auf eigenem Platz keine zweistellige Trefferzahl erreichen konnte. Auswärts blieben sie (mit 4 Remis und 12 Niederlagen) als einziges Team ohne Sieg. In der Gesamtjahrestabelle belegten sie mit nur 20 Punkten den letzten Platz und hatten sechs Punkte weniger auf dem Konto als der Vorletzte UdeG. Dennoch blieb ihnen der Abstieg in die dritte Liga erspart, weil die Liga de Ascenso in der Saison 2010/11 auf 18 Mannschaften aufgestockt wurde. Der Verein zog sich allerdings zur Winterpause derselben Saison aus der Liga de Ascenso zurück.